# Bomolocha
Bomolocha is een geslacht van vlinders van de familie spinneruilen (Erebidae).

## Soorten
- B. abalinealis Walker, 1859
- B. abscondalis Walker, 1859
- B. acclinalis Walker, 1859
- B. albirhomboidea Prout, 1921
- B. albopunctalis Leech, 1889
- B. ammonia Druce, 1890
- B. andraca Druce, 1890
- B. androna Druce, 1890
- B. angitia Druce, 1890
- B. anicina Druce, 1890
- B. anulalis Grote, 1876
- B. atomaria Smith, 1903
- B. baltimoralis Guenée, 1854
- B. bicoloralis Graeser, 1888
- B. bijugalis Walker, 1858
- B. bipartita Staudinger, 1892
- B. bolivianalis Dognin, 1914
- B. brodescens Kaye, 1922
- B. californica Butler, 1870
- B. citata Grote, 1872
- B. claxalis Schaus, 1904
- B. coatalis Schaus, 1904
- B. columbiata Dognin, 1914
- B. conditalis Möschler
- B. crassalis Fabricius, 1787
- B. chaka Dognin, 1914
- B. chosenula Bryk, 1948
- B. dasialis Schaus, 1904
- B. deceptalis Walker, 1859
- B. decorata Smith, 1884
- B. devexalis Schaus, 1912
- B. dicialis Dyar, 1918
- B. dodra Dognin, 1914
- B. drucealis Schaus, 1904
- B. ducalis Schaus, 1912
- B. ectoglauca Hampson, 1902
- B. edictalis Walker, 1859
- B. effectalis Dognin, 1914
- B. erastrialis Walker, 1866
- B. exceptalis Walker, 1859
- B. excurvata Gaede
- B. exoletalis Guenée, 1854
- B. exoticalis Guenée, 1854
- B. franciscalis Maassen
- B. frigida Schaus, 1912
- B. fuscipennis Warren, 1889
- B. fusculalis Saalmüller, 1891
- B. glumalis Schaus, 1904
- B. gueenealis Schaus, 1904
- B. henloa Smith, 1905
- B. holophaea Hampson, 1902
- B. humuli Harris, 1855
- B. inconspicua Butler, 1875
- B. innocua Wileman & West, 1930
- B. jonesalis Schaus, 1904
- B. lanassa Druce, 1890
- B. latalis Guenée, 1854
- B. lebonia Druce, 1890
- B. leucoptera Druce, 1901
- B. leucosticta Bethune-Baker, 1909
- B. locusta Druce, 1890
- B. lyrcursalis Walker, 1859

- B. lyse Druce, 1901
- B. madefactalis Guenée, 1854
- B. manalis Walker, 1859
- B. mandarina Leech, 1900
- B. megaspila Walker, 1867
- B. melaleuca Druce, 1901
- B. melanica Sugi, 1959
- B. melanistis Hampson, 1902
- B. mesomelaena Hampson, 1902
- B. miranda Schaus, 1913
- B. modesta Smith
- B. morelosalis Schaus, 1916
- B. narratalis Walker, 1859
- B. nigrobasalis Herz, 1904
- B. nikkensis Wileman & West, 1930
- B. obductalis Walker, 1859
- B. obesalis Treitschke, 1828
- B. oronalis Schaus, 1906
- B. pacatalis Walker, 1859
- B. palparia Walker, 1861
- B. penumbralis Dognin, 1914
- B. pictalis Dognin, 1914
- B. polycyma Hampson, 1902
- B. ramstadti Wyatt, 1967
- B. recurvata Hampson, 1909
- B. rhombalis Guenée, 1854
- B. ricalis Schaus, 1904
- B. senialis Guenée, 1854
- B. sordidula Grote, 1873
- B. squalida Butler, 1879
- B. stygiana Butler, 1879
- B. subidalis Guenée, 1854
- B. taiwana Wileman, 1915
- B. tenebralis Moore, 1887
- B. terriculalis Hübner, 1813
- B. tetrasticta Hampson, 1910
- B. thermesialis Walker, 1866
- B. toreuta Grote, 1872
- B. tossalis Schaus, 1904
- B. transversalis Dognin, 1914
- B. tristalis Lederer, 1853
- B. turalis Schaus, 1904
- B. umbralis Smith, 1884
- B. umbratilis Dognin, 1914
- B. umbriferalis Dognin, 1914
- B. uniformalis Dognin, 1914
- B. uniformis Hampson, 1891
- B. uruguayalis Dognin, 1914
- B. uvalis Schaus, 1904
- B. valvceralis Schaus
- B. vega Smith
- B. verticalis Hampson, 1910
- B. vetustalis Guenée, 1854
- B. vitula Druce, 1901
- B. zilla Butler, 1879